# Lilium tianschanicum
Lilium tianschanicum är en liljeväxtart som beskrevs av N.A. Ivanova och Valery Ivanovich Grubov. Lilium tianschanicum ingår i släktet liljor, och familjen liljeväxter. Inga underarter finns listade.